# 玩辞楼十二曲
玩辞楼十二曲（がんじろうじゅうにきょく）とは、初代中村鴈治郎が撰んだ成駒屋（中村鴈治郎家）のお家芸のこと。
- 河庄（かわしょう）
- 時雨の炬燵（しぐれのこたつ）
- 封印切（ふういんぎり）
- あかね染（あかねぞめ）
- 恋の湖（こいのみずうみ）
- 碁盤太平記（ごばんたいへいき）
- 土屋主税（つちや ちから）
- 椀久末松山（わんきゅう すえのまつやま）
- 藤十郎の恋（とうじゅうろうのこい）
- 廓文章（くるわぶんしょう）
- 引窓（ひきまど）
- 敵討襤褸錦（かたきうち つづれのにしき）